# Большая мечеть (Кувейт)
Большая мечеть — самая большая мечеть в государстве Кувейт. Территория 45 000 квадратных метров, из которых здание непосредственно покрывает 20 000 квадратных метров. На остальной территории разбит сад со множеством цветов, плантации, пальмы, фонтаны и водопады. На восточной стороне есть обширный внутренний двор с объёмом шесть тысяч пятьсот квадратных метров. Главный молитвенный зал 72 метра шириной с обеих сторон, имеет 21 тиковую дверь и 144 окна. Купол мечети составляет 26 метров в диаметре, а минарет 43 метра высотой, и украшен 99 именами Бога [Аллах].

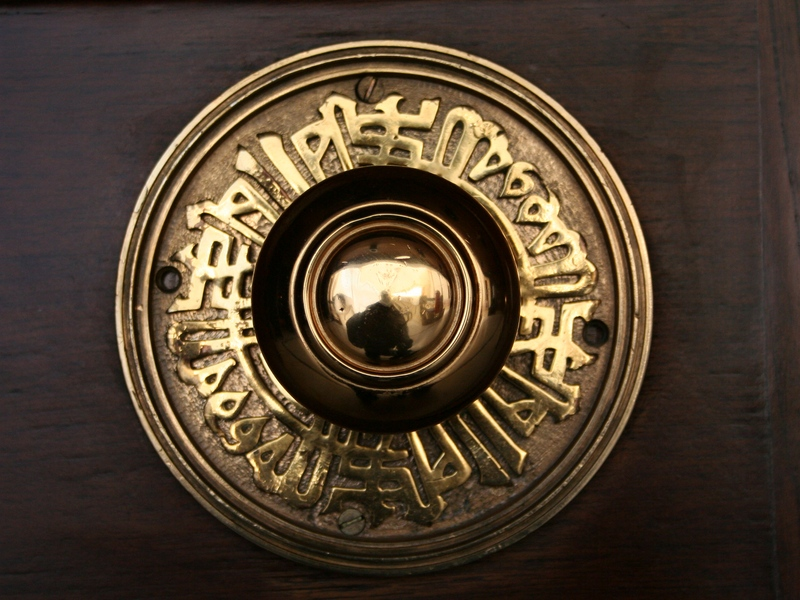
Орнаментированная ручка одной из тиковых дверей мечети

Великая Мечеть может разместить до 10 000 мужчин в главном Молитвенном Зале, женщин до девятисот пятидесяти.
На территории мечети есть библиотека, автостоянка с 5 уровнями, расположенную ниже восточного внутреннего двора, она может вместить до пятисот пятидесяти автомобилей, с лифтами, обеспечивающими доступ к верхним залам и общественным областям. Строительство мечети началось в 1979 и было закончено в 1986.

## История
Мечеть построена и открыта шейхом Джабером Аль-Ахмед аль-Сабахом, основавшим мечеть в городе Кувейт.